# Paper Plane (single)
Paper Plane is een rocknummer van Status Quo, geschreven door Francis Rossi en Bob Young. Het werd uitgebracht als single op 10 november 1972 en bereikte nummer 8 in de UK Singles Chart. Het verscheen ook op hun album Piledriver.